# Stephensia brunnichella
Stephensia brunnichella — вид лускокрилих комах родини злакових молей-мінерів (Elachistidae).

## Поширення
Поширена по всій Європі. На півночі ареал простягається до південної Швеції та Фінляндії, а на сході — до Малої Азії та Криму.

## Опис
Розмах крил 8-9 мм. Голова темно-бронзова. Вусики з білою субапікальною смугою. Передні крила темно-бронзові; суббазальна фасція, передсерединна смуга, торнальна пляма і пляма перед верхівкою блідо-золотисто-металеві. Задні крила темно-сірі. Личинка зелено-біла з темно-зеленою спинною лінією; голова чорнувата.

## Спосіб життя
Личинки харчуються каламінтом Calamintha nepeta, диким базиліком Clinopodium vulgare та Satureja calamintha, мінуючи листя рослини-господаря.